# Panamahatt

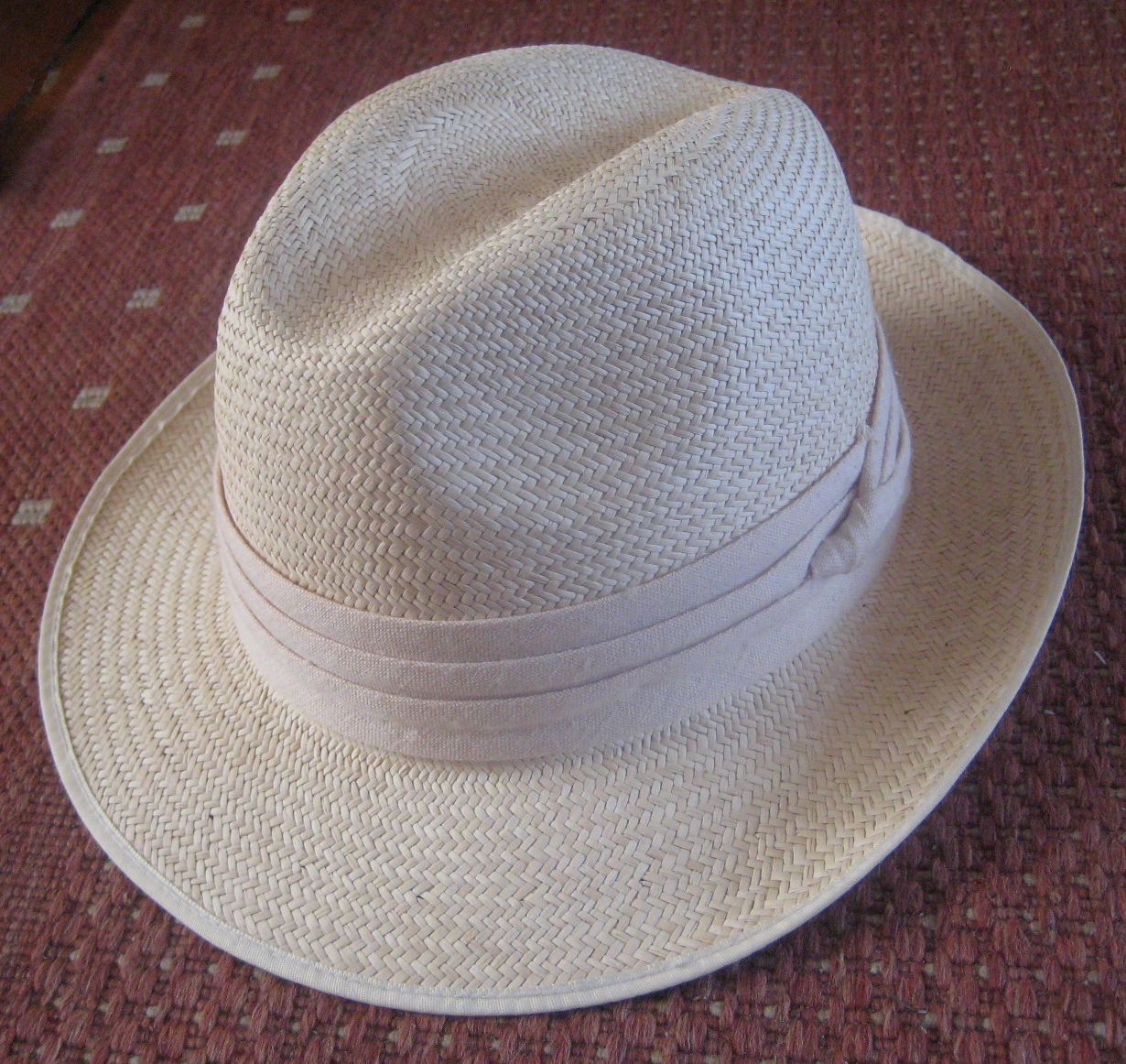
Panamahatt.

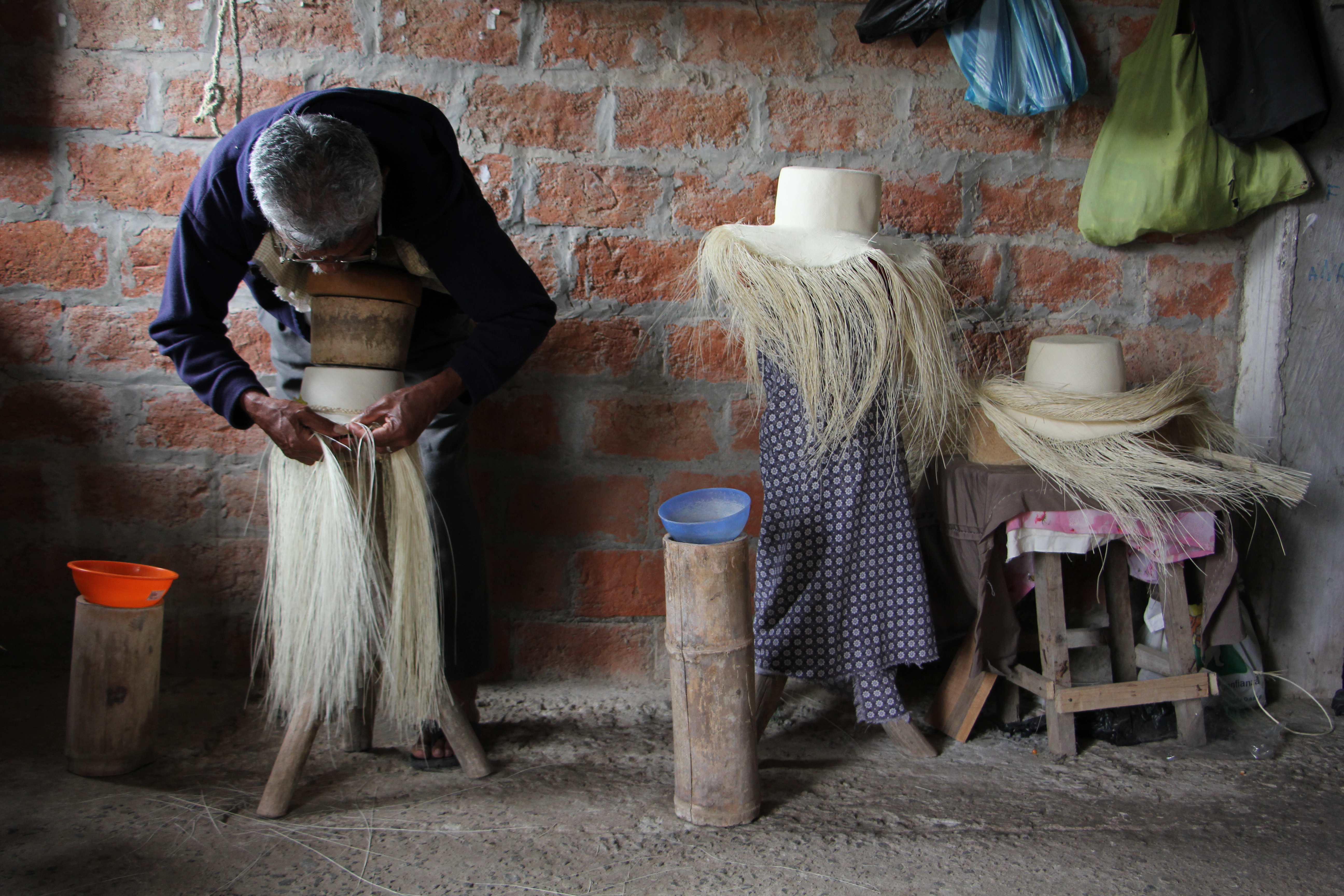
Panamahatt flätas i Ecuador.

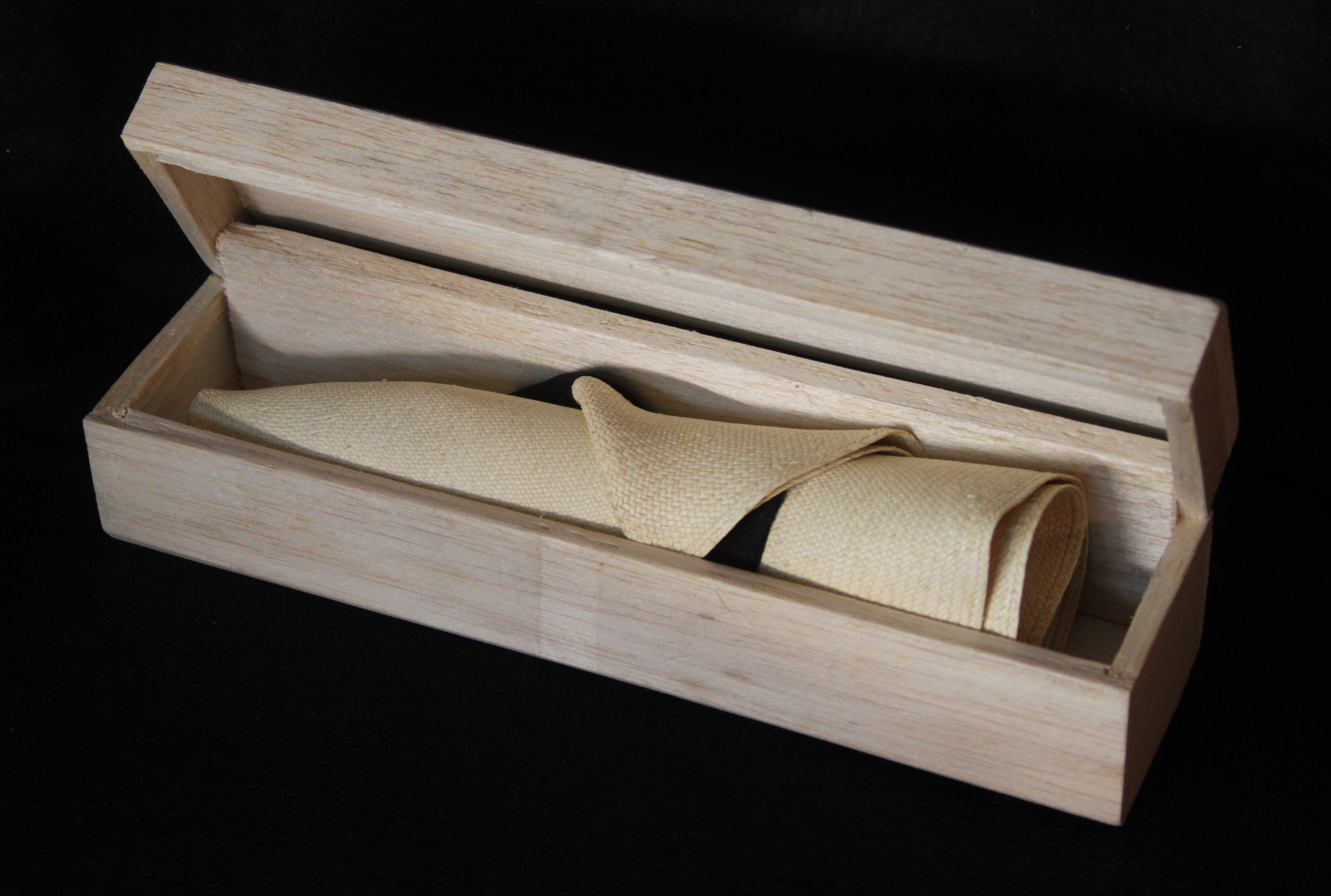
Ihoprullad panamahatt i sitt etui.

Panamahatt, på spanska sombrero de paja-toquilla ungefär Toquilla-stråhatt, är en ljus manshatt flätad av fibrer från fibern Carludovica palmata, även kallat Toquilla- eller jipijapapalm, och tillverkades ursprungligen i Ecuador. Den är normalt av fedoramodell, det vill säga kullen är nedtryckt i mitten och har två inbuktningar långt fram på kullens sidor. Brättet är förhållandevis brett nedskjutande i framkant.

## Historik
Den är ursprungligen från Ecuador men fick namnet Panamahatt för att den skeppades via Panamanäset och sjömän och andra resande skaffade sin hatt där. Benämningen är belagd sedan 1834. Bland annat ökade dess popularitet i samband med guldrushen i Kalifornien när flera av guldletarna ofta passerade Panamanäset på väg till guldfälten i Kalifornien. Det finns även källor som menar att flera av arbetarna vid bygget av Panamakanalen kom från Ecuador och bar sin traditionella huvudbonad som sen namngavs efter Panama. Den amerikanske presidenten Theodore Roosevelt fotograferades med en Panamahatt under bygget av Panamakanalen.

## Hantverket
Hantverket och processerna för att tillverka en panamahatt är sedan 2012 skyddat som immateriellt kulturarv i FN:s program List of the Intangible Cultural Heritage of Humanity med registernummer 7.COM 11.12. Det har anor från förkolonial tid. Stammen från Carludovica palmata, toquillapalmen, plockas och dess gröna skinn plockas bort.  Stammen delas upp i smala fibrer som kokas och sedan upphettas över öppen eld med svavel för att ta bort all klorofyll så att fibrerna bleks. Fibrerna säljs till hantverkare i kuststäderna som flätar fram hattens grundform och mönster. Den pressas sen till rätt form och ett band limmas dit.

## Rulla hatt
Hatten kan under kortare tid förvaras och transporteras ihoprullad. Stråna ska vara mjukgjorda av fukt för att inte brytas under rullningen. Stopet viks naturligt och plattas varsamt till, varefter hatten rullas ihop. Brättena sist.